# 恋する予感
『恋する予感』（ 英： An Awfully Big Adventure ）は、1995年に公開されたイギリス映画。マイク・ニューウェル監督。

## ストーリー
舞台は戦後まもない英国。女優を夢見る16歳の少女ステラは、リヴァプールにある劇団に入団し、演出家兼劇団の代表であるメレディスの助手になった。ステラは忽ち彼に惹かれていくが、実は彼はゲイであり、ステラの恋は失敗に終わる。そんなある日、主演俳優が骨折し、オハラという著名な俳優が代役でやって来る。オハラと成り行きで関係を持つステラ。しかし彼には隠された過去があった。

## キャスト
- オハラ：アラン・リックマン（吹き替え：辻親八）
- メレディス：ヒュー・グラント（吹き替え：中多和宏）
- ステラ：ジョージナ・ケイツ（吹き替え：氷上恭子）
- バニー：ピーター・ファース（吹き替え：沢木郁也）
- アラン・アームストロング
- ローズ：プルネラ・スケイルズ
- リタ・トゥシンハム
- アラン・コックス
- エドワード・ペサーブリッジ
- ニコラ・パジェット
- キャロル・ドリンクウォーター
- クライヴ・メリソン
- ジョージ：ジェラード・マクソーリー

## 評価
レビュー・アグリゲーターのRotten Tomatoesでは15件のレビューで支持率は40%、平均点は5.30/10となった。